# Scorpio wahbehi
Espèce
Scorpio wahbehi est une espèce de scorpions de la famille des Scorpionidae.

## Distribution
Cette espèce est endémique de Jordanie. Elle se rencontre dans le gouvernorat de Zarqa vers Wadi Rajel.

## Description
Le mâle holotype mesure 62,36 mm et la femelle paratype 65,11 mm, les mâles mesurent de 61,75 à 64,95 mm et les femelles de 60,90 à 68,79 mm.

## Systématique et taxinomie
Cette espèce a été décrite par Afifeh, Yağmur, Al-Saraireh et Amr en 2024.

## Étymologie
Cette espèce est nommée en l'honneur du Dr Yahya Wahbeh. 

## Publication originale
- Afifeh, Yağmur, Al-Saraireh & Amr, 2024 : « Revision of the genus Scorpio in Jordan, with a description of a new genus and three new species (Scorpiones: Scorpionidae). » Euscorpius, no 391, p. 1-66 (texte intégral).